# Ermanno Scaramuzzi
Ermanno Scaramuzzi (Biella, 2 dicembre 1927 – Pavia, 2 luglio 1991) è stato un calciatore italiano.

## Carriera
Centrocampista utilizzato sia come mediano che come esterno, cresce nella Biellese, con cui esordisce in serie C. Viene mandato in prestito all'Ussa Ponzone nelle categorie minori negli anni a cavallo della seconda guerra mondiale, per fare ritorno a Biella nella stagione 1946-47.
Con i piemontesi disputa tre campionati, uno di serie B e due di serie C, esplodendo nella stagione 1948-49 in cui sigla ben 13 reti, venendo quindi acquistato dalla Juventus.
A Torino, dove esordisce in Serie A e vince lo scudetto, non trova spazio (tre sole presenze), venendo prima prestato all'Atalanta (sempre nel massimo campionato) e, dopo un'altra infelice stagione in bianconero (in cui tuttavia vince un altro scudetto con una sola presenza), poi ceduto al Brescia in serie B.
Disputa buone stagioni nel campionato cadetto con Brescia e Verona, per poi concludere la carriera alla Salernitana in serie C.
In carriera ha totalizzato complessivamente 16 presenze in Serie A, con una rete nella sconfitta esterna dell'Atalanta contro il Bologna nella stagione 1950-1951.

## Palmarès

### Club

#### Competizioni nazionali
- Campionato italiano: 2

Juventus: 1949-1950, 1951-1952